# Афинодор (епископ Византийский)
Епи́скоп Афинодо́р (греч. Επίσκοπος Αθηνόδωρος, умер в 148) — епископ Византийский в течение четырёх лет (144—148).
В патриарших списках Патриарха Никифора и Никифора Каллиста назван Афинодором, тогда как в других списках значится под именем Афиноге́н (греч. Αθηνογένης). Во время его епископата Византием управлял тиран Зевксипп, при котором произошло значительное увеличение числа христиан среди населения. Афинодор, покинув Аргируполис, заложил второй кафедральный собор, и, возможно, также епископскую резиденцию в области Elaea (греч. Ἐλαιῶνα). Этот храм позднее был восстановлен во всём блеске величия императором Константином Великим, пожелавшим быть погребённым в нём.
Тем не менее было решено, что тела императоров не должны покоиться вне города Византия, и для этих целей было определено другое место — Церковь Апостолов (греч. Άγιοι Απόστολοι). Храм же в Elaia был посвящён Семи святым мученикам Маккавеям и учителю их Елеазару.
Со времени Афиногора (Афиногена) предстоятели Византийские (Константинопольские) ещё долго жили и принимали паству в новом храме епархии, то есть соборе Elaia.